# Fabiola de Mora y Aragon
Fabiola de Mora, właśc. Fabiola Fernanda María de las Victorias Antonia Adelaida (ur. 11 czerwca 1928 w Madrycie, zm. 5 grudnia 2014 w Brukseli) – królowa Belgów.

## Życiorys
Jej rodzicami byli Gonzalo Mora Fernández Riera del Olmo, markiz Casy Riery, hrabia Mory oraz jego żona Blanca de Aragón y Carrillo de Albornoz Barroeta-Aldamar y Elío. Jej matką chrzestną była królowa Hiszpanii Wiktoria Eugenia Battenberg.
15 grudnia 1960 w katedrze świętego Michała i świętego Guduli wyszła za mąż za króla Belgów Baudouina I. Od zamążpójścia mogła korzystać z prawa występowania w białym stroju podczas audiencji u papieża, tzw. przywilej bieli. Para królewska nie doczekała się potomstwa – po pięciu poronieniach (w 1961, 1962, 1963, 1965 i 1968) Fabiola nie mogła mieć więcej dzieci.
31 lipca 1993 mąż Fabioli – Baudouin zmarł w swej willi Astrida w Motril w Hiszpanii.
W 2009 roku przeszła zapalenie płuc, z którego w pełni nie wyzdrowiała. Przez ostatnie lata życia poruszała się na wózku inwalidzkim.
Fabiola zmarła 5 grudnia 2014 roku w Zamku Stuyvenberg w Brukseli.

## Upamiętnienie
W 1960 roku na cześć królowej Belgijska Wyprawa Antarktyczna nazwała nowo odkryty antarktyczny łańcuch górski na Ziemi Królowej Maud – Górami Królowej Fabioli.

## Linki zewnętrzne

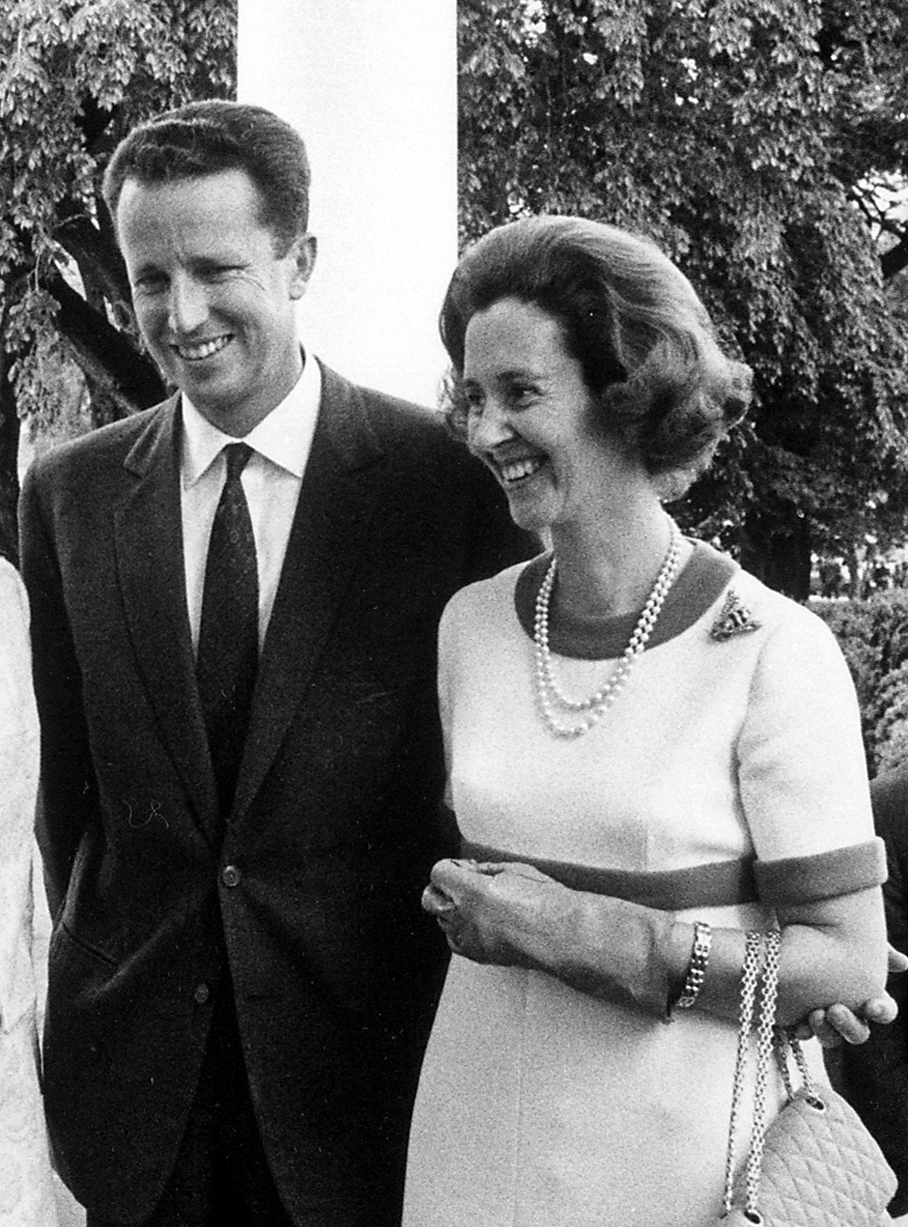
Fabiola z mężem, Baudouinem, 1969